# Operació Crossroads
L'Operació Crossroads (encreuament) fou una sèrie de proves nuclears realitzades pels Estats Units a l'atol de Bikini a l'estiu del 1946. La sèrie consistí en dues detonacions, cadascuna amb una potència de 21 kilotones.

## Objectiu
Els objectius d'aquestes proves eren en primera instància determinar l'efecte de l'aplicació d'una explosió atòmica sobre una flota de vaixells de guerra considerats com a capital ships. Per fer-ho s'utilitzaren diversos tipus de vaixells de guerra dels Estats Units el cost de reparació dels quals era molt onerós, a més de vaixells de guerra japonesos i alemanys sobre l'aigua.
En total es reuniren per la prova uns 90 vaixells.
El segon objectiu era una demostració indirecta del poder militar dels EUA davant de la Unió Soviètica en els preàmbuls de la Guerra Freda.
La zona de prova elegida fou l'atol de Bikini, a les Illes Marshall. Bikini era un atol sense importància del Pacífic els habitants del qual foren reubicats a les illes properes de Rongerik, Killy i Asó.

## Preparació
Per la prova es prepararen dues bombes atòmiques de 21 kilotones cadascuna. La primera fou anomenada Able i la segona Baker. La primera prova seria una explosió en alçada (utilitzada al Japó) i la segona prova seria submarina. Els vaixells importants foren pintats amb diferents colors perquè fos més fàcil identificar-los i avaluar els resultats. Com a part d'un total superior a 90 vaixells objectiu, els més notables vaixells de guerra que hi participaren foren el cuirassat japonès Nagato, el creuer alemany Prinz Eugen i el portaavions estatunidenc USS Saratoga. En alguns vaixells se simulà la tripulació embarcant-hi porcs per avaluar l'efecte de la bomba sobre la vida humana.

## Proves
La bomba de la prova Able fou detonada a una alçada de 158 metres l'1 de juliol del 1946 des d'un bombarder B-29. El material fissionable era l'infame nucli del dimoni, una esfera de plutoni implicat en dos accidents nuclears el 21 d'agost del 1945 (que matà el físic estatunidenc Harry K. Daghlian, de 24 anys) i el 21 de maig del 1946 (que matà el físic canadenc Louis Slotin, de 35 anys).
La segona bomba de la prova, la Baker, fou detonada 27 metres per sota de la superfície del mar el 25 de juliol del 1946, alçà dos milions de tones d'aigua i assolí una alçada de 6.000 m.
Aquestes proves foren la quarta i cinquena detonació nuclear, després de la prova Trinity i els bombardejos d'Hiroshima i Nagasaki. Foren les primeres proves dutes a terme a les Illes Marshall i també les primeres a ser anunciades públicament abans de la seva conclusió. Una tercera prova, anomenada Charlie fou anul·lada a causa de l'elevada contaminació radioactiva produïda per la prova Baker. Una posterior sèrie de proves es dugueren a terme en el marc de l'Operació Sandstone.

## Resultats

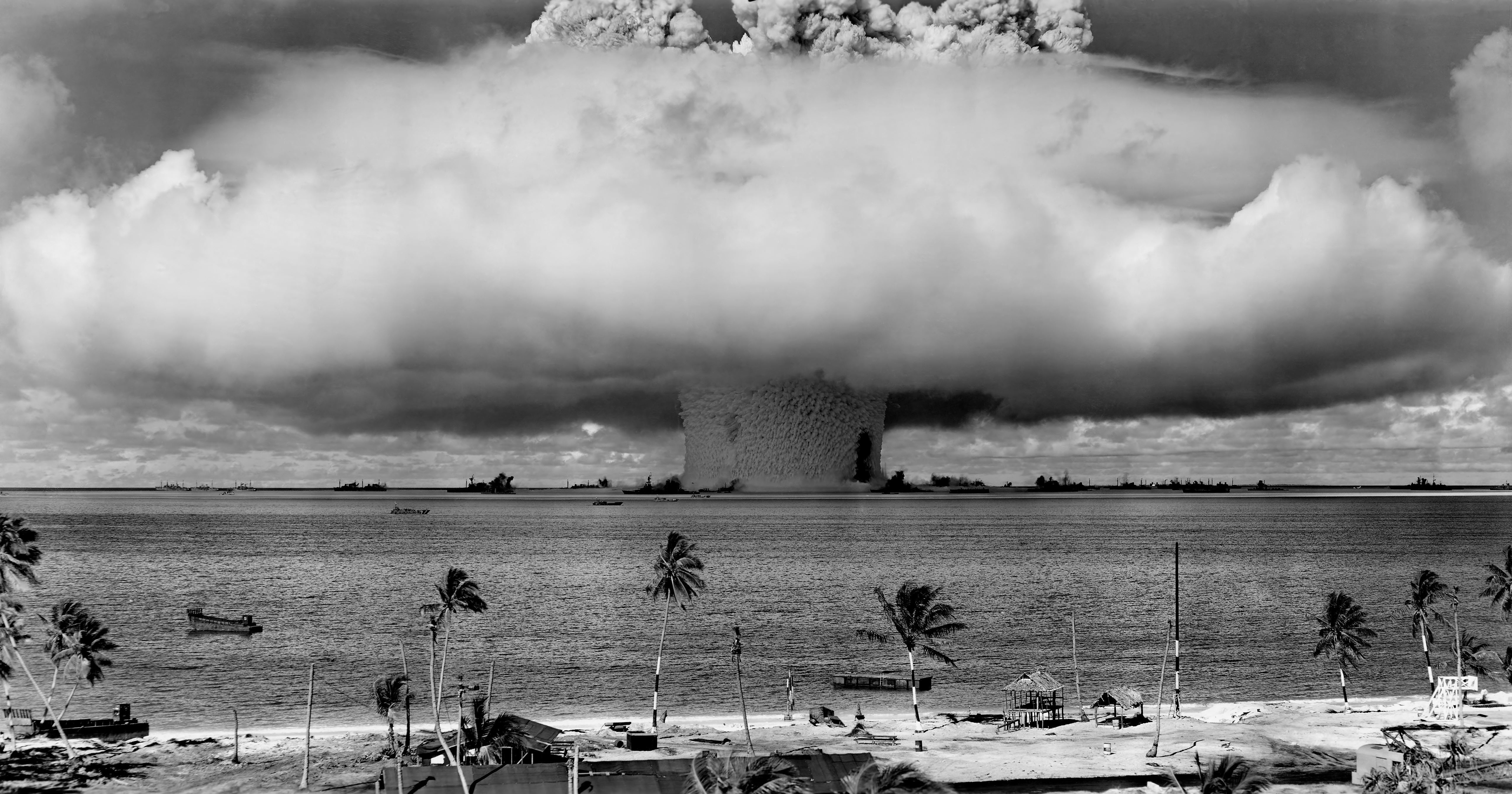
Imatge de gran resolució de l'explosió Baker presa des de l'atol de Bikini, a uns sis quilòmetres de distància de la zona zero

La primera prova, l'Able, fou detonada a 150 m d'alçada. En un radi de 800 m des de l'epicentre s'enfonsaren immediatament tan sols un destructor i dos vaixells de transport, mentre que un altre destructor fou bolcat i més tard s'enfonsà un creuer. El 10% dels porcs moriren en la prova i el 30% patiren lesions fatals.
La segona prova, la Baker, enfonsà cinc vaixells majors, incloent-hi el USS Saratoga i tres submarins a més d'altres unitats menors. L'emissió de radioactivitat a l'aigua fou de tal magnitud que els inspectors no pogueren acostar-se a les unitats supervivents durant una setmana.

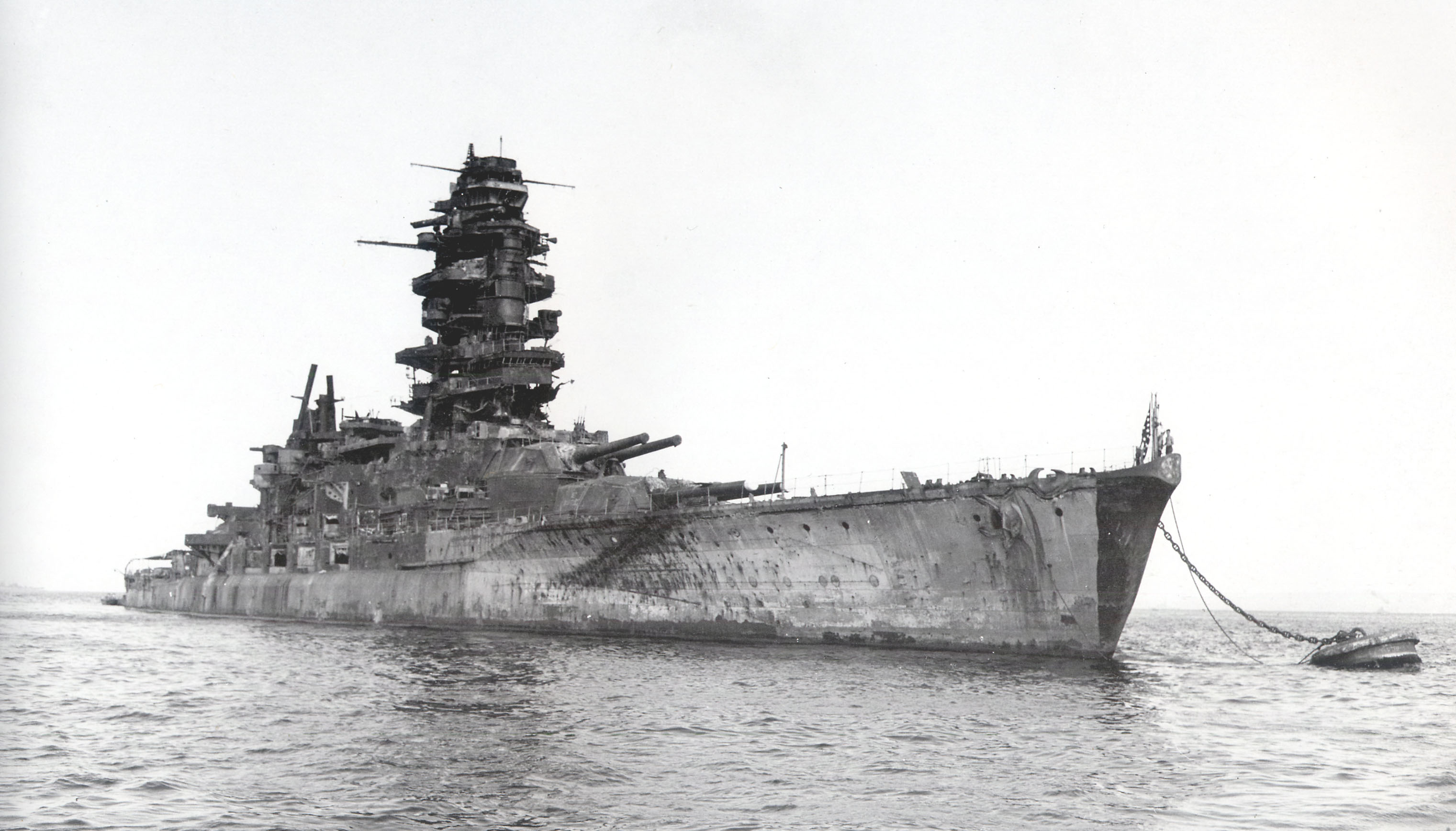
El cuirassat Nagato després de les proves nuclears, a pocs dies del seu enfonsament (pintat de color vermell òxid).

Curiosament, el Nagato no s'enfonsà tot seguit, sinó dies després a causa de fissures no detectades en el buc.
L'atol de Bikini s'intentà poblar el 1968, però els índexs de radiació estaven 11 vegades per sobre del nivell normal de seguretat i fou despoblat.
L'atol no es pogué repoblar de manera segura fins al 1978 i es declarà Patrimoni de la Humanitat.
Els Estats Units fins avui han pagat als 4.000 descendents dels nadius de les illes uns 1.000 milions de dòlars en concepte d'indemnització.
El 1997, l'OIEA recomanà no utilitzar l'illa com a assentament humà a causa de la presència de cesi radioactiu a la capa vegetal cultivable de l'illa.
Com a resultat de les proves, la Unió Soviètica suspengué les relacions amb els aliats, iniciant la Guerra Freda entre Est i Oest i una accelerada cursa armamentística nuclear. Els dos blocs serien després representats per l'OTAN i el Pacte de Varsòvia, respectivament.